# Олешница (Мазовецкое воеводство)
Олешница (пол. Oleśnica) — деревня в Польше, расположенная в Мазовецком воеводстве, в Седлецком повете, на территории гмины Водыне.

## География
Расположена примерно в 2 км к востоку от Водыне, в 23 км к юго-западу от Седльце и в 71 км к востоку от Варшавы. 

## История
Верующие Римско-католической церкви принадлежат к приходу Святых Петра и Павла в Водыне.
Во второй половине XVI века в Гарволинском повете Черской земле Мазовецкого воеводства упоминается деревня шляхты.
В 1975—1998 годах деревня административно принадлежала к Седлецкому воеводству.
Населённый пункт расположен на провинциальной дороге № 803 Седльце — Сточек-Луковски.
В деревне действует футбольный клуб Kolektyw Oleśnica.

## Добровольная пожарная часть в Олешнице
В деревне действует добровольная пожарная дружина.
Подразделение добровольной пожарной охраны было создано в 1948 году активными жителями деревни во главе с Владиславом Клепацким с Антони и Яном Кшизиньским. Организаторами пожарной жизни на протяжении многих лет были, в том числе: Владислав Клепацки — первый президент, Ян Кшизиньский, Александр Дубер и Петр Редош, Патолета Збигнев — давний руководитель Добровольной пожарной охраны и Тадеуш Павляк — водитель пожарной машины. Вскоре после создания подразделения началось строительство пожарного депо. Оно было построено из шлакоблоков. Долгие годы депо служило жителям деревни. В начале 1960-х годов был введен в эксплуатацию бассейн для пожаротушения, созданный пожарными и жителями деревни. В то время это был основной водозабор на случай пожара. В 1987 году бассейн был отремонтирован. Ветхое пожарное депо не подлежало ремонту. Была предпринята инициатива по строительству нового депо для пожарных. Официальное открытие Дома пожарных состоялось в сентябре 2003 года. Подразделение принимает участие в ежегодных Днях пожарного, в городских спортивно-пожарных соревнованиях, занимая лидирующие позиции. Также принимает участие в соревнованиях на уровне повета. Существующая в деревне спортивная площадка и хорошо функционирующий спортивный клуб «Kolektyw Oleśnica» способствуют вступлению молодежи в Добровольную пожарную охрану.
В составе подразделения есть пожарная машина Star 266 и большое количество противопожарного оборудования, которое подразделение приобретает систематически.

## Население
По данным переписи населения и жилищного фонда 2011 года, население деревни Олешница составляет 395 человек.

## Галерея

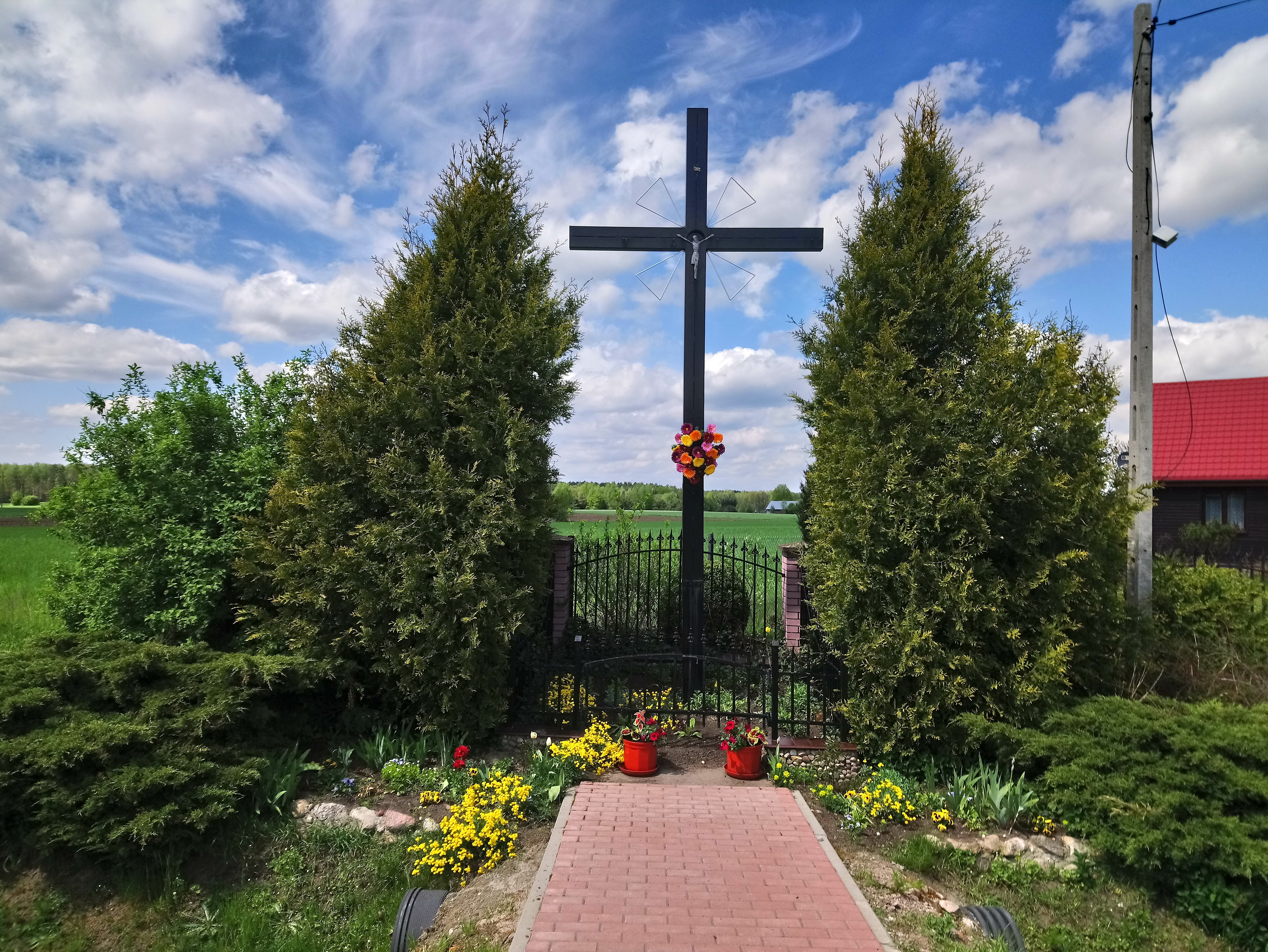
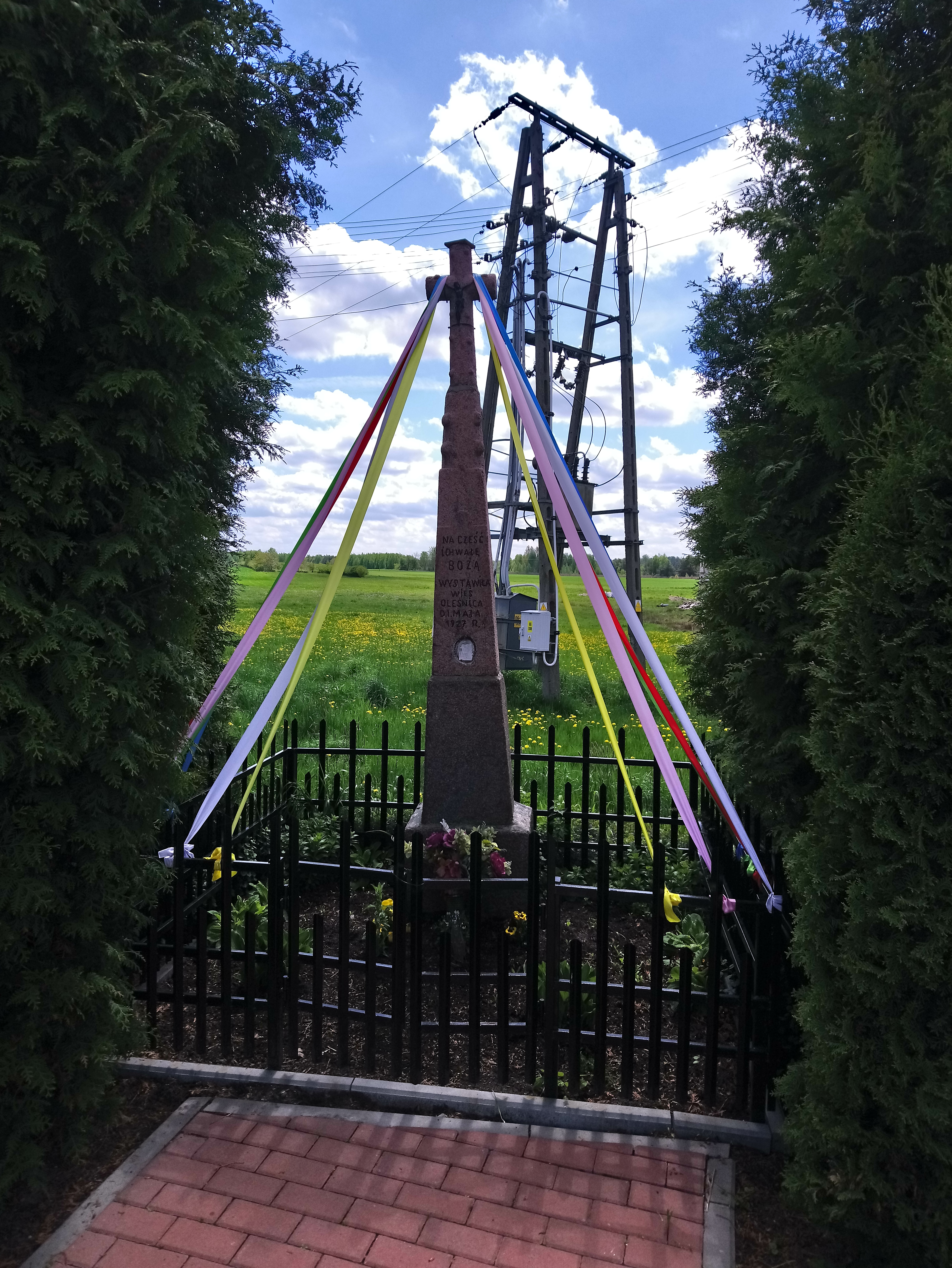
Придорожный памятник
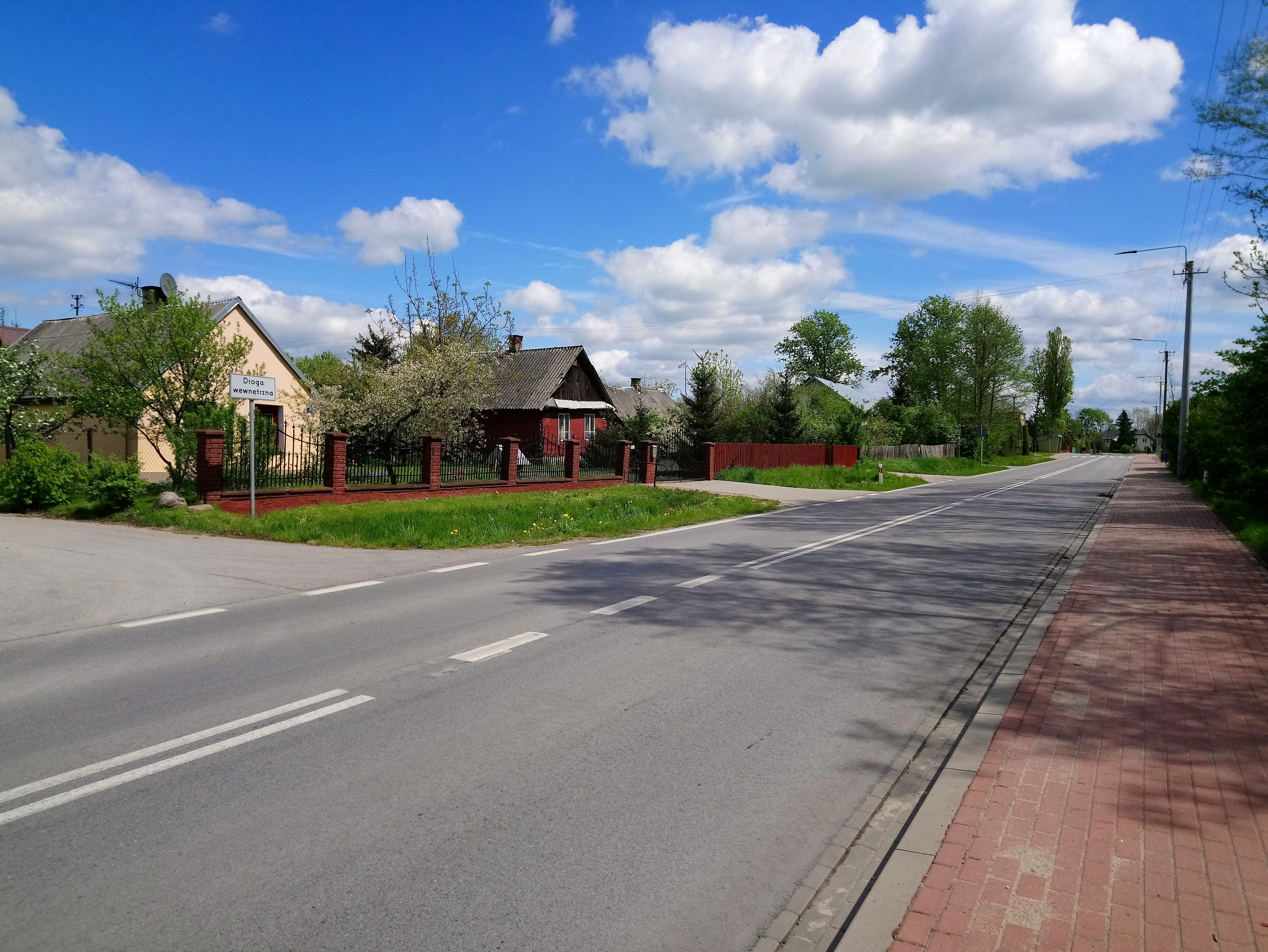
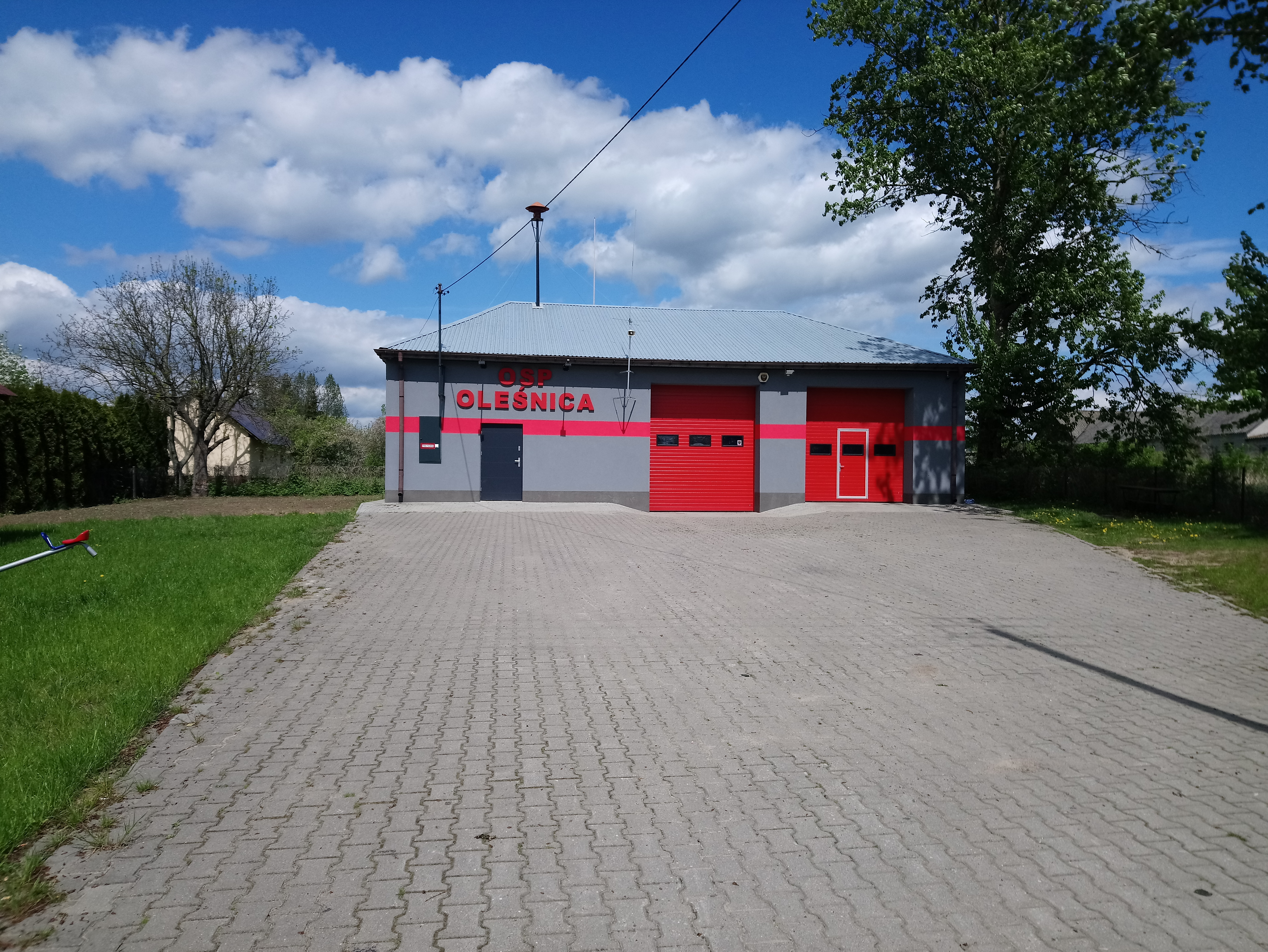
Добровольная пожарная часть в Олешнице
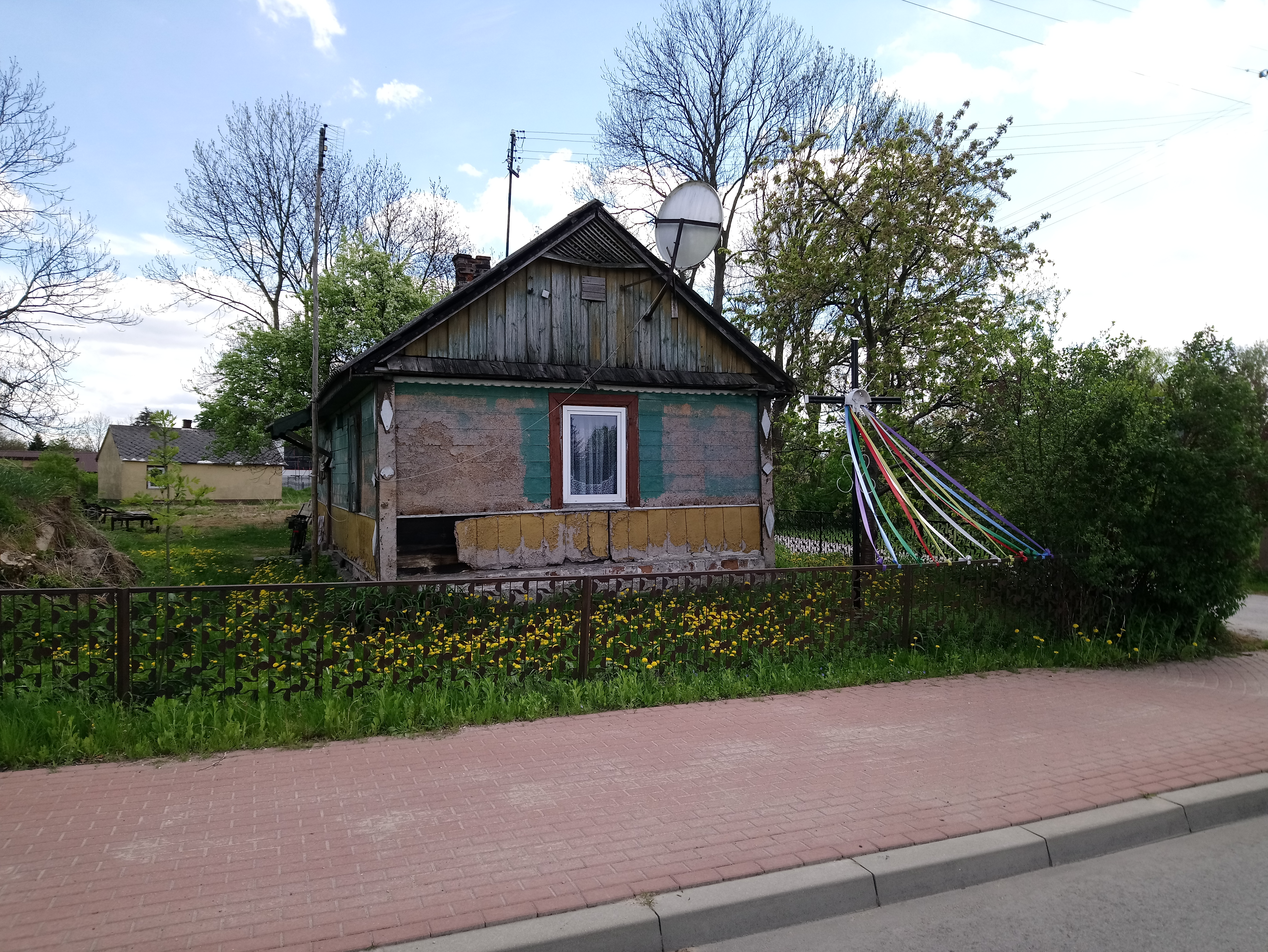
Старинный дом и придорожный крест
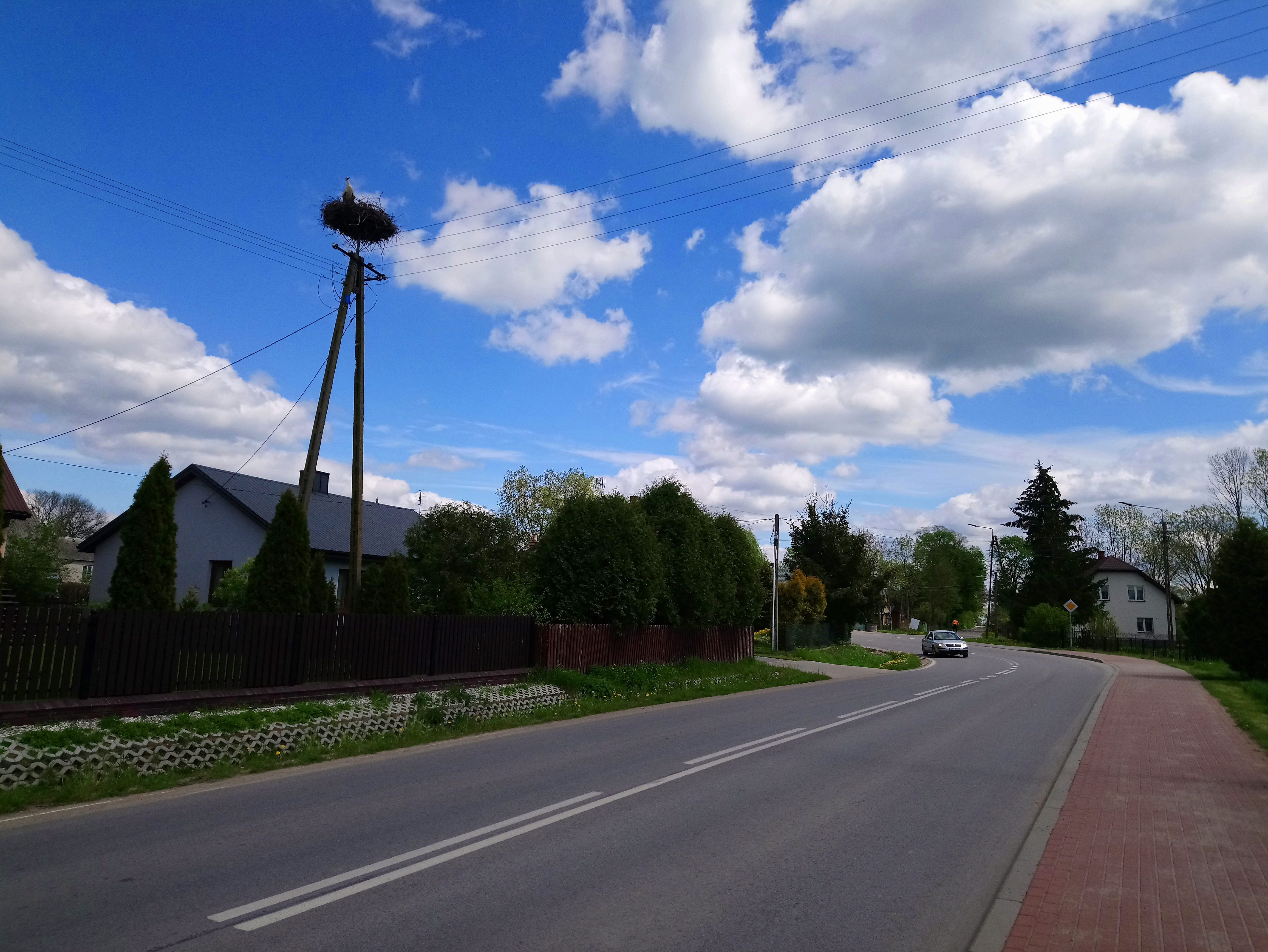
Главная дорога в деревне
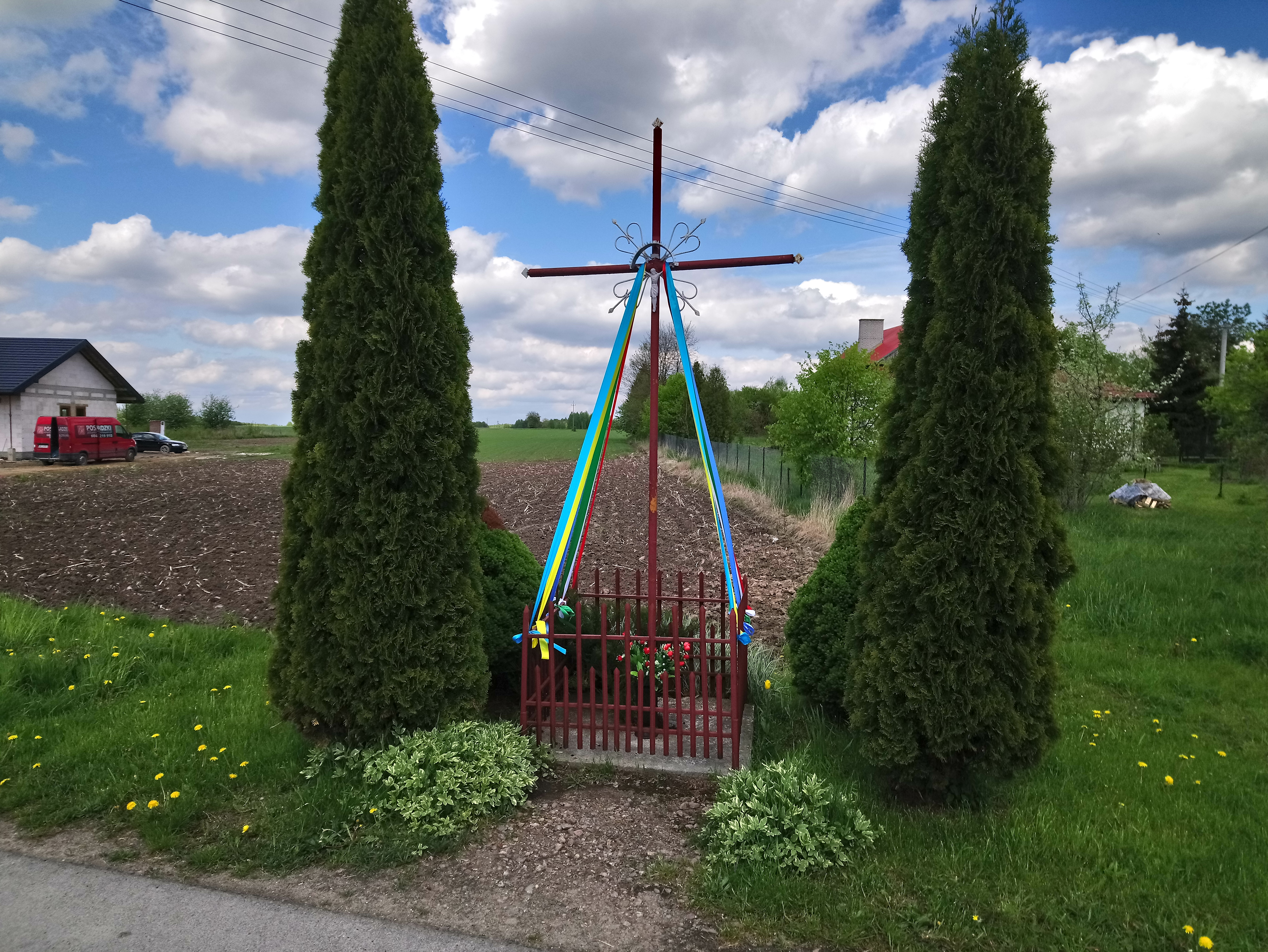
Придорожный крест
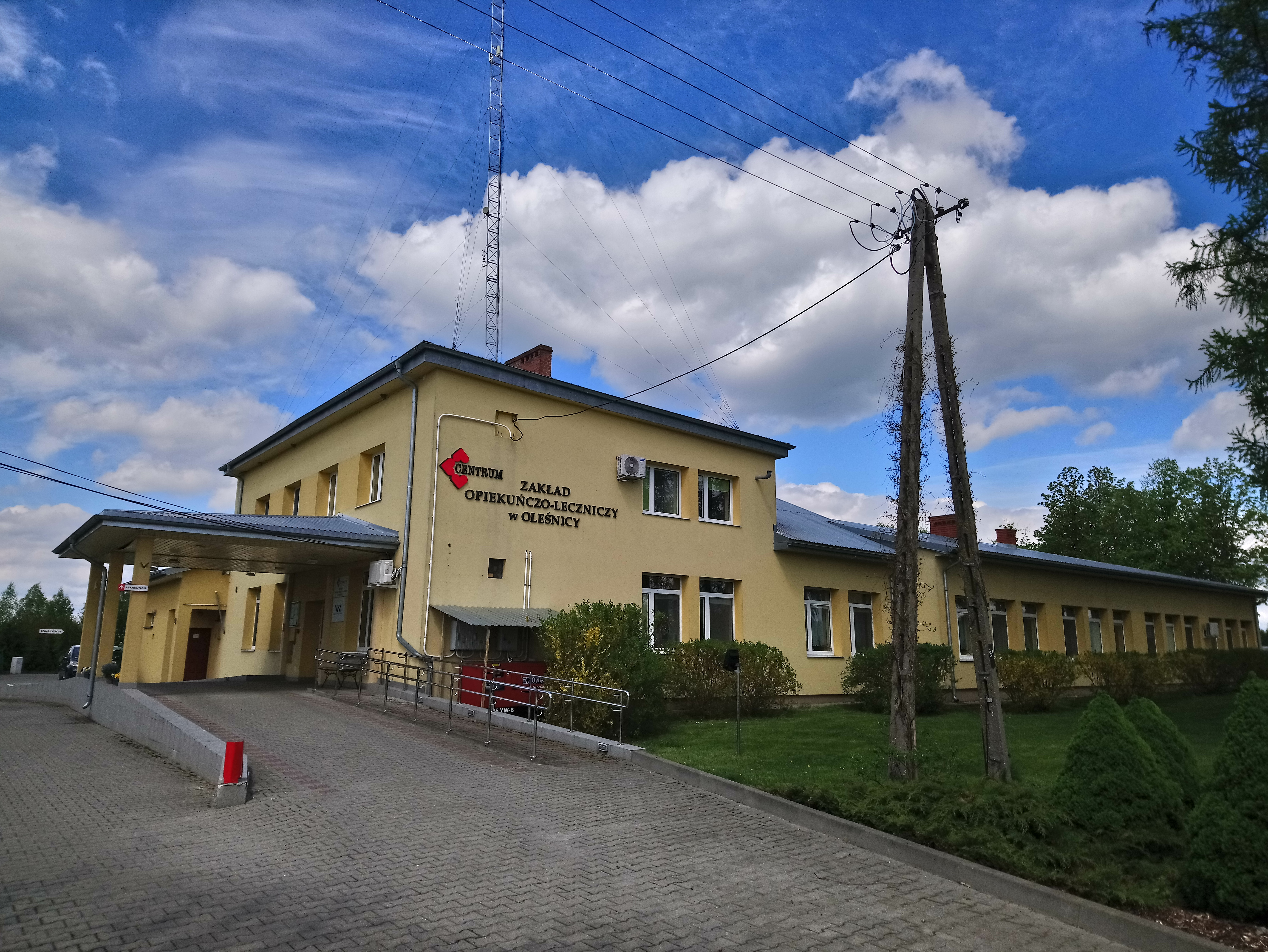
Лечебно-диагностический центр Олешницы